# Schloss Weihersberg

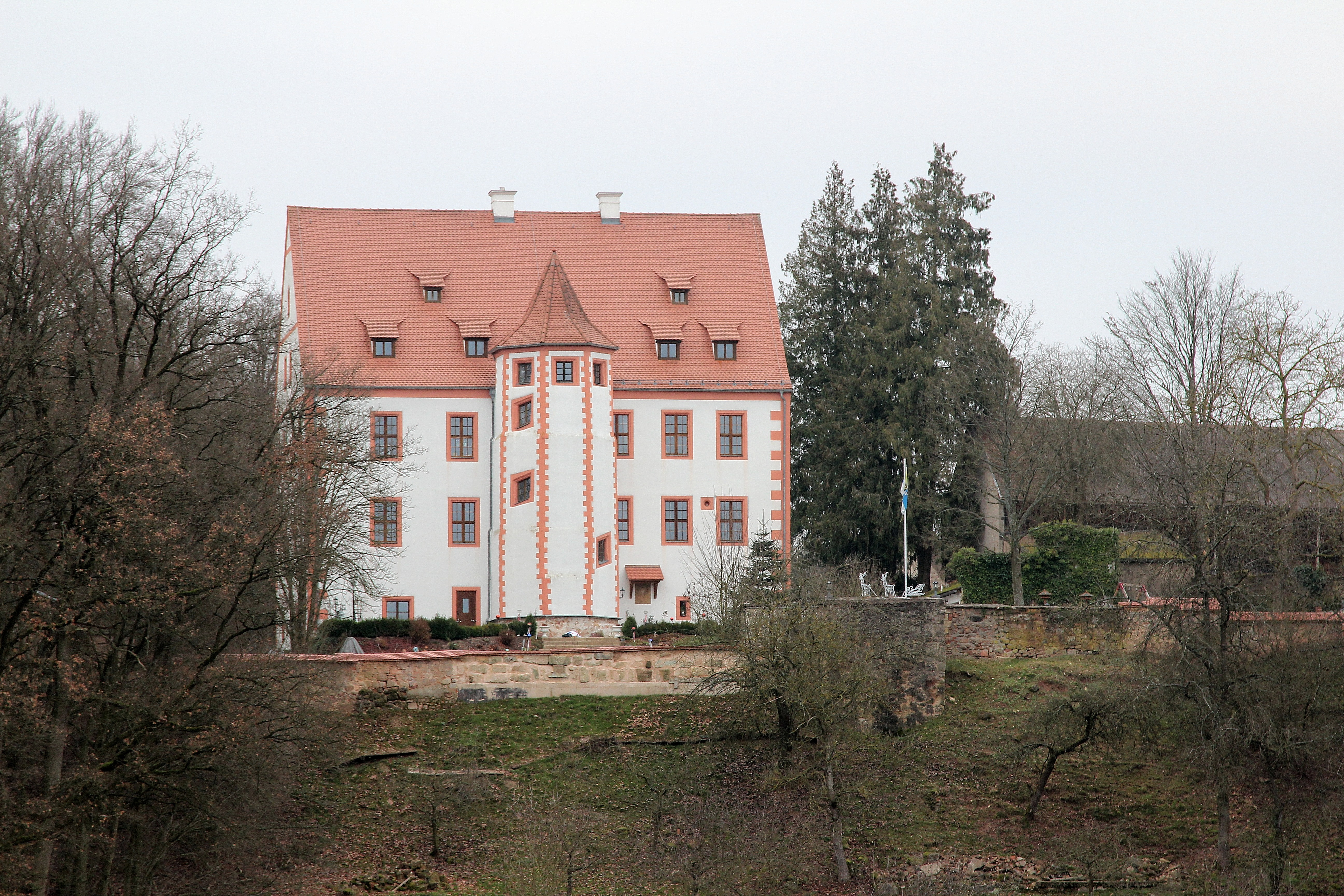
Schloss Weihersberg (2015)

Das denkmalgeschützte Schloss Weihersberg (früher Zessau bzw. Neu Zessau genannt, dann aber 1489 in Weihersberg umbenannt, also dem Schloss am Berg, an dessen Fuß eine große Weiheranlage liegt) befindet sich in dem gleichnamigen Ortsteil Weihersberg der Oberpfälzer Gemeinde Trabitz im Landkreis Neustadt an der Waldnaab von Bayern (Weihersberg 1).

## Geschichte
Das Landsassengut Weihersberg galt seit je, und zwar zunächst auf Zessau bezogen, als ein leuchtenbergisches Lehen. Es kam 1425 als Heiratsgut einer Tochter des Ulrich Erlbeck an Hans Löneiß auf Kaibitz und blieb danach bis etwa zur Mitte des 16. Jahrhunderts im Besitze dieses oberpfälzischen Adelsgeschlechtes. Aus der Familie der Löneiß sind bezeugt: 1466 Hans Löneiß und um 1471 dessen gleichnamiger Sohn Hans Löneiß. Dieser war vermutlich der Erbauer des heutigen Schlosses Weihersberg, das damals in einer Urkunde Neuen Zeissaw geheißen hat. Um 1477, spätestens aber 1489, wird Sigmund Löneiß genannt, der bereits den Namenszusatz von Weihersberg verwendet. 1507 bis etwa 1548 ist hier Hieronimus Löneiß ansässig.
Von diesem kaufte im November 1563 Hans von der Grün das Gut Weihersberg. Nach dem Tod des Hans von der Grün am 5. März 1585 kam Weihersberg an seine beiden Söhne Johann Christoph von der Grün, dem späteren kurfürstlichen Kanzler zu Heidelberg und Philipp Jakob von der Grün, dem seit 1602 amtierenden Landrichter und Pfleger des kurpfälzischen Amtes Waldeck. Diese beiden Brüder besaßen zusammen mit ihrem Bruder Hans auch noch Trautenberg und Burggrub; beide Besitzungen überließen sie 1613 dem Hans als Alleinbesitzer. Christoph und Philipp Jakob verstarben kurz hintereinander und 1628 sind auf Weihersberg die Erben des Philipp Jakob eingetragen. Eine Tochter Philipp Jakobs von der Grün vermählte sich mit Hans Wilhelm Heinitz von Hirschberg aus Böhmen, der fortan uxore nomine mit zu den Erben Weihersbergs gehörte. Sein Schwager Hans von der Grün, Sohn Philipp Jakobs, wurde von Kurfürst Maximilian am 19. August 1626 mit dem Gut und Sitz Weihersberg belehnt, doch verstarb auch er noch vor 1628. Die Witwe des Hans von der Grün, Sabine Elisabeth, geborene von Thürling, war nicht katholischen Glaubens und wurde im Zuge der Gegenreformation aufgefordert, katholisch zu werden. Sie bat Ende Oktober 1628 wegen des befohlenen Übertritts um Terminverlängerung bis zum kommenden Osterfest, da sie in der Winterzeit nicht wisse, wie auszukommen, und auch kein Käufer für die Veräußerung des Besitzes in Aussicht stand. Im Februar 1629 wurde sie samt ihren Kindern, darunter vier im Alter von acht bis fünfzehn Jahren ausgewiesen. Auch noch 1635 waren alle Bemühungen der Sabine Elisabeth von der Grün um Rückkehr nach Weihersberg erfolglos. Da sie die Töchter  beim Feind zu Weiden und ihre Söhne in wirklicher feindsbesoldung aufhielten, wurde gegen sie wegen Rebellion Anklage erhoben und das Gut konfisziert.
Schließlich kaufte Hans Wilhelm Heinitz von Hirschberg, der bereits seit 1625 zu den Grün’schen Erben zählte, das Gut Weihersberg. Dieses blieb – mit einer kurzen Unterbrechung – bis in das 21. Jahrhundert in den Händen der Hirschberger. Als Inhaber aus dieser Familie sind zu nennen: 1696  Johann Christoph Erdmann von Hirschberg (aus der Linie Schwarzenreuth), 1707 Johann Christoph Gottfried von Hirschbergs Erben, und zwar Veit Christoph Gottfried von Hirschberg, 1709  Johann Christoph Erdmann von Hirschberg, 1747 Heinrich Ernst Ludwig von Hirschberg, 1748 Georg Carl Adam von Hirschberg, 1762 ist Christine Eleonore von Hirschberg namens ihres Sohnes Karl Heinrich von Hirschberg als Gutsherrin genannt, 1778 trat Karl Heinrich von Hirschberg, später großherzoglich würzburgischer Kämmerer und königlich bayerischer Landesdirektionsrat in Würzburg den Besitz an. 1803 wurde die Jurisdiktion als Ortsgericht ausgeübt, 1819 wurde hier ein Patrimonialgericht I. Klasse eingerichtet, das 1831 in ein Patrimonialgericht II. Klasse umgewandelt wurde. Um 1871 ist hier Bernhard von Hirschberg ansässig, ihm folgte sein Sohn Otto von Hirschberg, der aber frühzeitig 1912 verstarb. Aus diesem Grunde kam Weihersberg dann an den Cousin Ottos, und zwar an Bernhard Karl von Hirschberg. 1933 verkaufte dieser Weihersberg an seinen Verwandten Felix Graf von Hirschberg. 1961 musste dieser Weihersberg verkaufen.
Es folgte 1961–1996 Arno Wothe, Zahnarzt aus Berlin und später dessen Erbengemeinschaft. 1996 kauften Lutz Volker  Freiherr von Hirschberg  Schloss Weihersberg wieder zurück und bewohnt es seitdem mit seiner Familie.

## Schloss Weihersberg heute
Nach der letzten Besitzübernahme machte das Schloss von außen einen vernachlässigten Eindruck; dies betraf besonders die Fassade, die Fenster und den mächtigen Dachstuhl. Das Mauerwerk selbst konnte auf Grund der starken Außenmauern und der gut erhaltenen Innenwände als befriedigend bezeichnet werden. Mit den Renovierungsarbeiten wurde mit Unterstützung des Bayerischen Landesamtes für Denkmalpflege 2001 begonnen und diese konnten im Außenbereich 2003 abgeschlossen werden. Aus statischen Gründen war es notwendig, das Dach um drei Meter zu erhöhen, wodurch das Aussehen des Schlosses wieder so ist, wie es auf den ältesten Bildern war.
Das Schloss ist heute ein dreigeschossiger Steildachbau mit einem nach Süden liegenden polygonalem Treppenturm; ein dreigeschossiger Gebäudeflügel mit Flachsatteldach erstreckt sich nach Norden. Das Gebäude besitzt zum Teil spätgotische Fenstergewände, im Kern geht das Schloss auf das 16. Jahrhundert zurück. Ein Wappenstein trägt die Jahreszahl 1766. Die Schlossmauer mit Schießscharten und Resten von Wehrtürmen ist heute noch vorhanden. Sie ist aus Bruchstein errichtet und stammt aus dem Mittelalter. Ein Ziehbrunnen mit einem Schacht aus Sandsteinquadern geht vermutlich auf das 17. Jahrhundert zurück.
Direkt an der Straße von Pressath nach Kemnath, zu Beginn der Ortschaft Weihersberg, liegt rechts die Schlosskapelle, die dem Franz von Paola geweiht ist. Im 18. Jahrhundert sollte sie auf den Schlossberg verlegt werden, was jedoch vom Vatikan untersagt wurde. Papst Benedikt XIV. stellte 1752 die Weiheurkunde für die ursprüngliche runde Kapelle mit der Auflage aus, dass sie an der Straße errichtet wird, so war sie auch für vorüberziehendes Volk zugänglich. 1871 erhielt sie einen quadratischen Vorbau. 1995 wurde sie durch das Bemühen des Pressather Stadtpfarrers Ludwig Bock sowohl innen als auch außen renoviert.
Vom Ortsbeginn bis zum Schloss führt eine repräsentative Steineichenallee, die 1888 von Bernhard Freiherr von Hirschberg angelegt wurde. Ursprünglich waren es genau 200 Eichenbäume, von denen heute noch 88 vorhanden sind. Eichenalleen sind sehr selten und gelten daher als Geschützter Landschaftsbestandteil.
Das Schloss befindet sich in Privatbesitz und ist nicht öffentlich zugänglich.